# Sergej Mikaev
Sergej Nikolaevič Mikaev (in russo: Сергей Николаевич Микаев; Irkutsk, 15 agosto 1986) è un cosmonauta russo.
Nel 2018 è stato selezionato come cosmonauta del Gruppo 17 di Roscosmos. Nell'aprile 2025 è stato selezionato alla missione spaziale di lunga durata Sojuz MS-28, durante la quale prenderà parte all'Expedition 74 a bordo della Stazione spaziale internazionale (ISS) a partire da novembre 2025.

## Biografia

### Istruzione e carriera militare
Nel 2003 si diplomò presso il collegio di Yeisk con addestramento iniziale al volo. Nel 2008 conseguì una laurea con lode presso l'Istituto superiore di aviazione militare di Krasnodar, ottenendo la qualifica di ingegnere delle Operazioni aeree e gestione del traffico aereo e venendo arruolato nell'aeronautica militare russa con il grado di tenente. Da novembre 2008 a novembre 2018 prestò servizio militare come come pilota, pilota senior, comandante di una piccola unità di volo e, dal 2016, responsabile dell'addestramento al combattimento aereo e alle tattiche, all'interno del 18º Reggimento aviazione d'assalto delle guardie di stanza  a Černigovka. Al momento della selezione nel Corpo dei cosmonauti aveva già acquisito esperienza sugli aerei Yak-52, L-39 e Su-25 con un tempo di volo totale di circa 1100 ore. Detiene il grado militare di maggiore.

### Carriera come cosmonauta
Il 10 agosto 2018 venne selezionato come candidato cosmonauta collaudatore del Gruppo 17 di Roscosmos. Nel settembre 2018 iniziò l'addestramento generale dello spazio al Centro di addestramento cosmonauti Jurij Gagarin (CGCT) di due anni. Durante l'addestramento svolse lezioni sulle basi del volo spaziale (teoria del volo spaziale con equipaggio, navigazione spaziale, lanciatori, siti di lancio), conoscenza dei sistemi del Segmento russo della ISS e della Sojuz, pilotaggio della Sojuz, conoscenza dei fondamenti della medicina spaziale, addestramento al volo sull'aereo L-39, addestramento di paracadutismo, addestramento in condizioni di gravità zero sull'aereo Il-76MDK, test di tre giorni in una camera insonorizzata, addestramento alle attività extraveicolari nell'Idrolab con le tute Orlan e diversi addestramenti alla sopravvivenza in varie zone climatiche e geografiche. Il 2 dicembre 2020, dopo aver completato l'addestramento, ricevette la qualifica di cosmonauta collaudatore. Dal 2021 iniziò l'addestramento di gruppo specializzandosi nel programma ISS e Sojuz. Da gennaio 2022 a dicembre 2023 si allenò come membro dell'equipaggio di riserva della Sojuz MS-24. Nel maggio 2024 venne assegnato all'equipaggio di riserva della Sojuz MS-27 e al principale della Sojuz MS-28.

#### Sojuz MS-28 (Expedition 74)
Nell'aprile 2025 venne assegnato ufficialmente come ingegnere di volo 1 della missione Sojuz MS-28, durante la quale prenderà parte all'Expedition 74 a bordo della Stazione spaziale internazionale.

## Vita privata
Ha praticato acrobazia sportiva ed è candidato al titolo di Maestro dello Sport della Russia.